# Wil Wheaton
Richard William (Wil) Wheaton (Burbank, Californië, 29 juli 1972) is een Amerikaans acteur.
Wheaton is onder meer bekend van de film Stand By Me en de Star Trek-serie The Next Generation, waarin hij de rol van Wesley Crusher speelt. Daarnaast had hij regelmatig een gastrol in de televisieserie The Big Bang Theory, waarin hij zichzelf speelde.
Wil Wheaton is eveneens bekend vanwege zijn blog en enkele boeken die daarvan afgeleid zijn.